# Kadoelermeer
Het Kadoelermeer is een Nederlands meer in de buurt van Vollenhove.

## Ligging
Het Kadoelermeer ligt op de grens van Overijssel en Flevoland en is een van de randmeren van de Noordoostpolder. Het kleine meer is ontstaan bij de aanleg van deze polder en vernoemd naar de buurtschap Kadoelen.
Het water is er vrij ondiep, behalve in de vaargeul die veel wordt gebruikt voor de recreatievaart. Er liggen twee kleine eilandjes die zijn ontstaan bij het uitdiepen van de vaargeul. Het overtollige water uit de Noordoostpolder wordt door het Gemaal Smeenge in de Kadoelermeer geloosd.
Om vanuit het Vollenhovermeer in het Kadoelermeer te komen moet je onder de beweegbare brug bij Vollenhove door. Om vanuit het Kadoelermeer in het Zwarte Meer te komen moet je door de Kadoelerkeersluis.

## Beheer
Waterschap Drents Overijsselse Delta (WDOD) is er samen met waterschap Zuiderzeeland verantwoordelijk voor de waterkwaliteit.  Sinds januari 2009 beheert Natuurmonumenten het Kadoelermeer; het betreft hier voornamelijk de oeverlanden. Op de eilanden staan bomen en langs de randen rietkragen. 